# Kanton Riom
Der Kanton Riom ist seit 2015 ein französischer Wahlkreis im Arrondissement Riom im Département Puy-de-Dôme in der Region Auvergne-Rhône-Alpes.

## Gemeinden
Der Kanton besteht aus fünf Gemeinden mit insgesamt 23.970 Einwohnern (Stand: 2022) auf einer Gesamtfläche von 63,94 km²:
| Gemeinde               | Einwohner 1. Januar 2022 | Fläche km² | Dichte Einw./km² | Code INSEE | Postleitzahl |
| ---------------------- | ------------------------ | ---------- | ---------------- | ---------- | ------------ |
| Chambaron sur Morge    | 1.779                    | 14,05      | 127              | 63244      | 63200        |
| Le Cheix-sur-Morge     | 689                      | 4,63       | 149              | 63108      | 63200        |
| Pessat-Villeneuve      | 744                      | 6,26       | 119              | 63278      | 63200        |
| Riom                   | 18.680                   | 31,97      | 584              | 63300      | 63200        |
| Saint-Bonnet-près-Riom | 2.078                    | 7,03       | 296              | 63327      | 63200        |
| Kanton Riom            | 23.970                   | 63,94      | 375              | 6325       | –            |

## Veränderungen im Gemeindebestand seit der landesweiten Neuordnung der Kantone
2016: Fusion Cellule und La Moutade → Chambaron sur Morge